# Yōji Sasaki
Yōji Sasaki (japanisch 佐々木 陽次 Sasaki Yōji; * 2. Juli 1992 in der Präfektur Toyama) ist ein japanischer Fußballspieler.

## Karriere
Sasaki erlernte das Fußballspielen in der Jugendmannschaften vom Toyama Kita FC und dem FC Tokyo sowie in der Universitätsmannschaft der Gakugei-Universität Tokio. Seinen ersten Vertrag unterschrieb er 2015 bei Tokushima Vortis. Der Verein aus Tokushima, einer Stadt in der gleichnamigen Präfektur Tokushima, spielte in der zweiten japanischen Liga, der J2 League. Die Saison 2017 spielte er auf Leihbasis in Toyama beim Drittligisten Kataller Toyama. Für Toyama spielte er 24-mal in der dritten Liga. Nach Ende der Ausleihe wurde er von Kataller am 1. Februar 2018 fest unter Vertrag genommen. Am Ende Saison 2024 belegte er mit dem Verein den dritten Platz und qualifizierte sich für die Aufstiegsspiele. Hier spielte man im Finale gegen Matsumoto Yamaga 2:2-Unentschieden. Da Katallar in der regulären Spielzeit den dritten Platz belegte, stieg man in die zweite Liga auf.